# Olaf Bartels (Mediziner)
Olaf Bartels (* 1940) ist ein deutscher Mediziner.

## Leben
Olaf Bartels wurde 1976 habilitiert, 1980 wurde er zum Professor berufen und arbeitete als Oberarzt an der Friedrich-Alexander-Universität Erlangen-Nürnberg, ab 1983 als Extraordinarius für Innere Medizin mit Schwerpunkt Kardiopulmonologie und Internistische Intensivmedizin. 1986 wechselte er als Chefarzt der Medizinischen Klinik und Ärztlicher Direktor an das Krankenhaus Martha-Maria nach Nürnberg, 2005 trat er in den Ruhestand ein. 1988 war Bartels Gründungsmitglied und von 2003 bis 2005 stellvertretender Vorsitzender der Ethikkommission der Bayerischen Landesärztekammer.

## Auszeichnungen
- 2005 Ernst-von-Bergmann-Plakette
- 2008 Bundesverdienstkreuz am Bande